# Space Jam: New Legends
Space Jam: New Legends (Space Jam: A New Legacy) è un film in tecnica mista del 2021 diretto da Malcolm D. Lee.
La pellicola è il sequel stand-alone di Space Jam (1996).

## Trama
1998. Un giovane LeBron James viene accompagnato dalla madre a una partita di pallacanestro del campionato giovanile. Il suo amico Malik gli regala un Game Boy, con cui LeBron gioca finché l'allenatore C non gli chiede di concentrarsi sulla partita. Dopo aver sbagliato un potenziale buzzer beater ed essere stato rimproverato dall'allenatore C dopo la partita, LeBron decide di seguire il suo consiglio e scarta il Game Boy.
Nel presente, LeBron incoraggia i suoi figli, Darius e Dominic, a intraprendere la carriera del basket. Mentre i tentativi con Darius hanno successo, Dom aspira a diventare uno sviluppatore di videogiochi. Un giorno, LeBron, Malik e Dom si ritrovano nella sede della Warner Bros. per una collaborazione tra LeBron e l'azienda proposta da Al-G Rhytmo, un'entità computerizzata che controlla tutti i mondi e gli universi della Warner Bros. nel cosiddetto "Server-Verso". LeBron rifiuta l'offerta preferendo dedicare il suo tempo alla pallacanestro, al contrario di Dom che invece si mostra particolarmente interessato alla questione. Tra padre e figlio nasce un acceso diverbio al termine del quale il ragazzo si allontana e raggiunge una strana stanza computerizzata, seguito dal padre. Inavvertitamente, entrambi vengono risucchiati nel Server-Verso e si trovano faccia a faccia con Al-G Rhytmo, che vuole vendicarsi del rifiuto ricevuto dal giocatore poco prima. L'entità separa padre e figlio e lancia una sfida a LeBron: deve giocare a pallacanestro contro di lui per poter salvare se stesso e suo figlio, altrimenti rimarranno intrappolati per sempre nel Server-Verso. LeBron viene così catapultato nel Looneymondo (il mondo dei Looney Tunes), che trova completamente distrutto e desolato.
Al-G manipola Dom, facendogli credere che LeBron non stia mai dalla sua parte e che sia stato lui a volere la sfida a pallacanestro. Sapendo inoltre del gioco progettato dal ragazzo, convince quest'ultimo ad aggiornare i personaggi per renderli più forti e potenti e usarli nella partita contro il padre, creando una squadra di professionisti ibridi. Vagando nel Looneymondo, intanto, LeBron diventato anche lui un cartone, incontra Bugs Bunny, ora rimasto l’unico abitante dopo che Al-G ha convinto gli altri Looney Tunes a lasciare il loro mondo e a esplorare il Server-Verso. Utilizzando l'astronave di Marvin, i due viaggiano in vari mondi per trovare e reclutare gli altri Looney Tunes per formare la Tune Squad.
Il gruppo viene istruito da LeBron sui fondamentali della pallacanestro, ma, data la loro natura di cartoni animati, con bizzarri risultati. Allo scadere del tempo a disposizione, compare Al-G Rhytmo per dare inizio alla partita tra la Tune Squad e la squadra di Al-G, la Goon Squad, composta da avatar di giocatori di basket. L’entità trasforma il Looneymondo in CGI, facendo tornare LeBron normale e trasmette in live streaming la partita e rapisce diverse persone, tra cui la famiglia di LeBron, nel Server-Verso, mentre vari abitanti arrivano come spettatori. La partita può iniziare: in caso di vittoria della Tune Squad LeBron riavrà il figlio e tutti torneranno nei loro mondi, in caso contrario resteranno tutti nel Server-Verso e i Looney Tunes verranno cancellati.
La Goon Squad domina il primo tempo, utilizzando i suoi potenziamenti per segnare punti extra. LeBron si rende conto del suo errore di insistere sui principi della pallacanestro e permette quindi ai Looney Tunes di usare la loro fisica da cartone animato durante il secondo tempo. Durante un time-out, LeBron si scusa con Dom per non averlo saputo ascoltare e riallaccia i rapporti con lui. Il ragazzo, capendo come Al-G Rhythmo lo abbia solo preso in giro, entra nella Tune Squad. Indispettito, Al-G Rhytmo cambia completamente il gioco e diventa il membro principale della Goon Squad iniziando a barare. Ricordando un problema nel gioco di Dom, in cui un personaggio viene eliminato e il gioco si blocca dopo l'esecuzione di una mossa specifica, LeBron si offre volontario per eseguire la mossa (in quanto persona realmente esistente non può essere cancellato) ma inavvertitamente sarà Bugs Bunny a compierla, permettendo a LeBron di vincere la partita. Al-G Rhytmo viene così posterizzato e distrutto dal gioco di Dom, la Goon Squad sparisce e tutto il pubblico ritorna nel mondo reale mentre LeBron e Dom hanno appena il tempo di ringraziare i Tunes e, soprattutto, Bugs a terra in preda al bug prima di sparire. I Looney Tunes tornano tutti nel Looneymondo che torna ad essere quello di un tempo, ma Bugs, ormai troppo debole e circondato dagli altri personaggi in lacrime, viene cancellato da tale mondo.
Una settimana dopo LeBron rispettando i desideri di Dom, gli permette di partecipare alla fiera E3 Game Design Camp. Non appena lo porta a destinazione improvvisamente compare Bugs, che spiega allo stupito LeBron che la sua fisica da cartone animato gli ha permesso di rigenerarsi e che anche i suoi amici sono entrati nel mondo reale. LeBron, avendo accettato i Looney Tunes come sua famiglia allargata, permette loro di trasferirsi da lui per qualche tempo (poco prima dei titoli di coda si vede infatti LeBron in piscina insieme a Bugs, Daffy Duck e altri Tunes).

## Produzione

### Sviluppo
Il primo progetto per un sequel di Space Jam era stato pensato nel 1997, subito dopo il successo del film; prevedeva il ritorno del regista Joe Pytka e degli animatori Spike Brandt e Tony Cervone, mentre Bob Camp avrebbe dovuto disegnare il nuovo team di avversari, ma Michael Jordan non era interessato e la Warner cancellò il progetto.
Joe Pytka ha dichiarato che nel 2000 era stata presa in considerazione l'idea di un sequel con protagonista Tiger Woods, all'apice della sua notorietà, e Michael Jordan in un ruolo minore.
Nel 2014 la Warner ha annunciato il sequel con protagonista LeBron James, il quale si è sempre detto fan del primo film. Nel settembre 2018 Ryan Coogler è entrato nel progetto come produttore.

### Regia
Nel 2016 Justin Lin viene scelto come regista e co-sceneggiatore del film, ma nell'agosto 2018 abbandona il progetto e viene sostituito da Terence Nance. Il 16 luglio 2019 Nance viene sostituito alla regia da Malcolm D. Lee a causa di divergenze creative.

### Sceneggiatura
Nel febbraio 2014, all'annuncio del progetto, era stato scelto Charlie Ebersol come sceneggiatore. Nel 2016, la sceneggiatura viene affidata all'allora regista Justin Lin insieme a Andrew Dodge e Alfredo Botello. Nell'aprile 2019 Sev Ohanian e Ryan Coogler vengono chiamati per riscrivere la sceneggiatura. Gli accrediti finale della sceneggiatura sono andati a Juel Taylor, Tony Rettenmaier, Keenan Coogler e Terence Nance.

### Cast

#### Camei
Nel film appaiono attraverso un cameo svariati giocatori e giocatrici di pallacanestro: per la National Basketball Association Klay Thompson, Anthony Davis, Damian Lillard, Chris Paul, Draymond Green, Kyle Kuzma, mentre per la Women's National Basketball Association Diana Taurasi, Nneka Ogwumike e Chiney Ogwumike. Nel maggio 2021 Don Cheadle ha annunciato che Michael Jordan avrebbe partecipato al film in un cameo; anche Michael B. Jordan ha un cameo nella pellicola.
Nella pellicola sono presenti personaggi di vari prodotti della Warner Bros.: appartenenti ai franchise di Hanna-Barbera, Il Trono di Spade, Harry Potter, DC Extended ed Animated Universe, Il Signore degli Anelli, MonsterVerse, Matrix, It, Austin Powers, Scooby-Doo, o a singoli film come Il mago di Oz, Casablanca, Arancia meccanica, The Mask, Il gigante di ferro, Che fine ha fatto Baby Jane?, Mad Max: Fury Road, Barry Lyndon e I Goonies; appaiono anche personaggi della serie Sony di Men in Black.

### Riprese
Le riprese del film sono iniziate il 25 giugno 2019 e sono terminate il 16 settembre dello stesso anno.
Inizialmente il direttore della fotografia scelto era Bradford Young, sostituito poi da Salvatore Totino.
Il budget del film è stato di 183,7 milioni di dollari, ma grazie all'agevolazione fiscale di 23,8 milioni dello stato della California, il costo finale della produzione è stato di 161,9 milioni.
Una scena girata sotto la direzione di Nance nel giugno 2019 in cui Pepé Le Pew tentava di flirtare con una barista (interpretata da Greice Santo), venendo respinto, fu eliminata. Questa decisione venne in seguito male accolta da molti fan (inclusa Greice Santo stessa), che accusarono lo studio di incoerenza per avere rimosso il personaggio, mantenendo invece un cameo di Alex DeLarge e dei suoi drughi, una banda che commette gravi violenze e aggressioni sessuali nel film del 1971 Arancia meccanica.

### Effetti speciali
Gli effetti visivi sono stati curati dalla Industrial Light & Magic. All'animazione della pellicola hanno lavorato Tony Bancroft, Spike Brandt, Dan Haskett, Matt Williames e Ole Loken. Nell'ottobre del 2020 Loken ha condiviso online il design di Lola Bunny e Daffy Duck, rivelando che il film rimarrà fedele ai precedenti design dei personaggi Looney Tunes. Ciononostante, il design finale di Lola è stato riadattato per essere meno sessualizzato rispetto a quello iconico del primo film e dei fumetti dei Looney Tunes usciti successivamente, decisione anch'essa stroncata dai fan e ritenuta anch'essa parte dell'insuccesso della pellicola.

## Colonna sonora
Nel gennaio 2020, Hans Zimmer viene annunciato come compositore del film; nell'aprile dello stesso anno Kris Bowers ha iniziato a collaborare con Zimmer, ma successivamente solo Bowers è stato accreditato come compositore della colonna sonora della pellicola.
I singoli estratti dalla raccolta sono We Win, pubblicato il 21 maggio 2021 e interpretato da Lil Baby e Kirk Franklin, e Just for Me di Saint Jhn e SZA, reso disponibile per l'ascolto l'11 giugno 2021.

### Tracce
1. Lil Baby, Kirk Franklin – We Win
2. 24kGoldn, Lil Wayne – Control The World
3. Chance the Rapper, John Legend, Symba – See Me Fly
4. Saweetie, Salt-n-Pepa, Kash Doll – Hoops
5. Lil Uzi Vert – Pump Up The Jam
6. Saint Jhn, SZA – Just For Me – 3:37
7. John Legend – Crowd Go Crazy
8. Jonas Brothers – Mercy
9. Lil Tecca, Aminé – Gametime
10. Dame D.O.L.L.A., G-Eazy, P-Lo, White Dave – About That Time
11. Brockhampton – MVP
12. Cordae, Duckwrth – Settle the Score
13. Big Freedia – Goin’ Looney
14. Joyner Lucas – Shoot My Shot
15. Leon Bridges – My Guy
16. Anthony Ramos – The Best

## Promozione

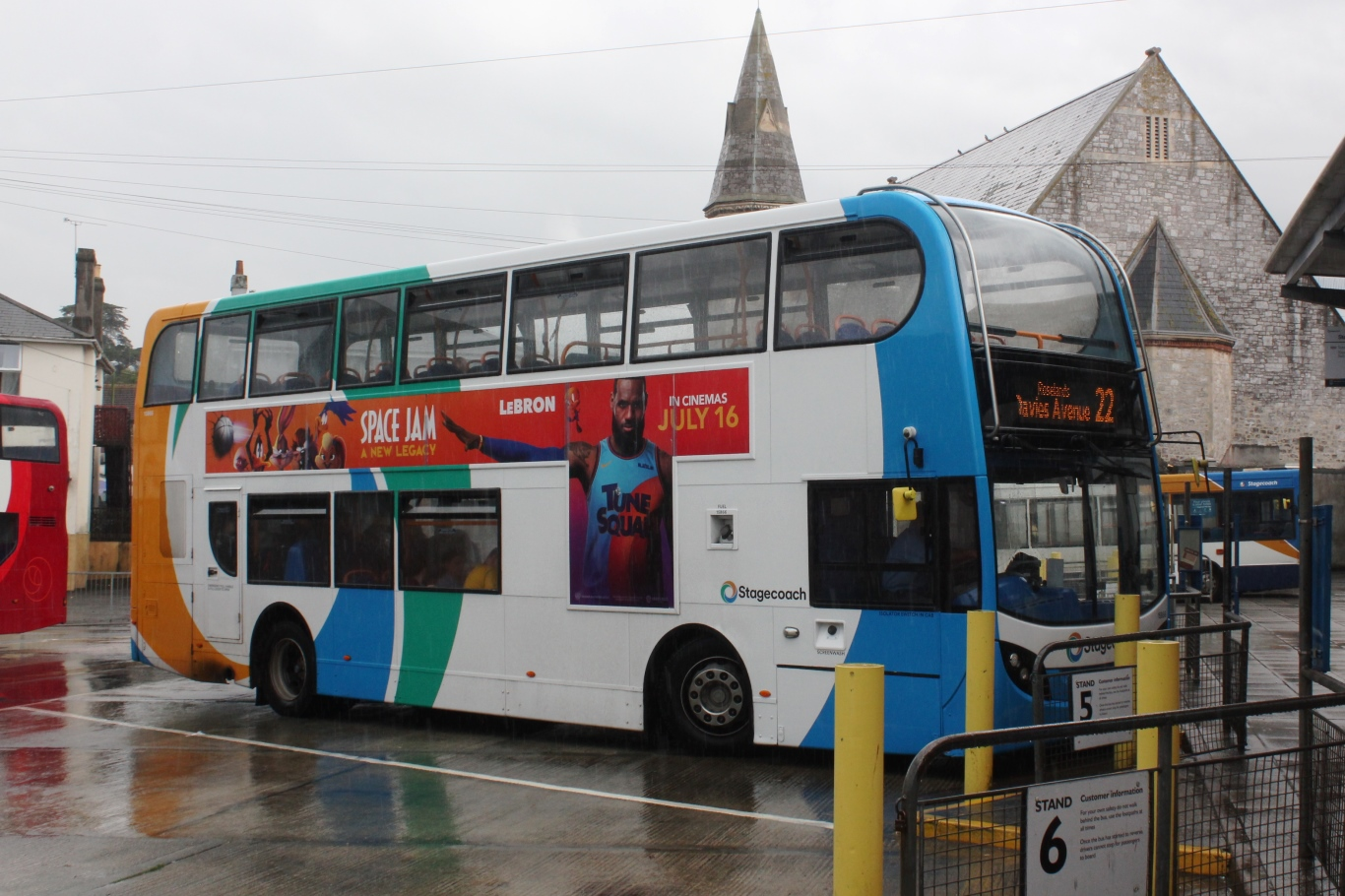
La pubblicità del film su un bus

Il primo trailer è stato diffuso il 3 aprile 2021 ed è stato subito paragonato a quello di Ready Player One da pubblico e critica per la presenza di camei ed easter egg di tante figure iconiche della storia del cinema.

## Distribuzione
Il film è stato distribuito nelle sale cinematografiche statunitensi e in contemporanea su HBO Max, a partire dal 16 luglio 2021, mentre nelle sale italiane dal 23 settembre dello stesso anno.

## Accoglienza

### Incassi
Il film ha incassato 70592228 $ nel Nord America e 93100000 $ nel resto del mondo, per un totale globale di 163692228 $.
Dato che i costi di produzione ammontavano a circa 150 milioni di dollari, il film ha conseguito un insuccesso commerciale non riuscendo a coprire le spese di distribuzione e marketing. 

### Critica
Il film è stato accolto negativamente dalla critica, considerato dai più solo un mezzo per il marketing dei Looney Tunes. Sull'aggregatore Rotten Tomatoes il film riceve il 25% delle recensioni professionali positive con un voto medio di 4,4 su 10 basato su 229 critiche, mentre su Metacritic ottiene un punteggio di 36 su 100, basato su 46 critiche, e recensioni generalmente sfavorevoli.

## Riconoscimenti
- 2022 - Kids' Choice Award
  - Candidatura per Miglior film
  - Candidatura per Miglior attore a LeBron James
- 2021 - E! People's Choice Awards
  - Candidatura Miglior film commedia
- 2021[44] - Razzie Awards
  - Peggior prequel, remake, rip-off o sequel
  - Peggior attore protagonista a LeBron James
  - Peggior coppia a LeBron James e i personaggi animati